# Картинг (ездовой спорт)

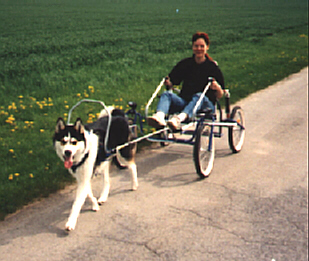
Езда на одноместной двуколке

Картинг (англ. Carting) — разновидность драйленда. Суть данного вида кинологического спорта заключается в том, что собака тянет тележку (карт), в которой сложен какой-либо груз или находится человек. Обычно для этого вида спорта используются собаки ездовых пород. Данный вид спорта во всем мире практикуется в летнее время, чтобы держать ездовых собак в форме в бесснежный сезон.

## Езда на одноместной двуколке

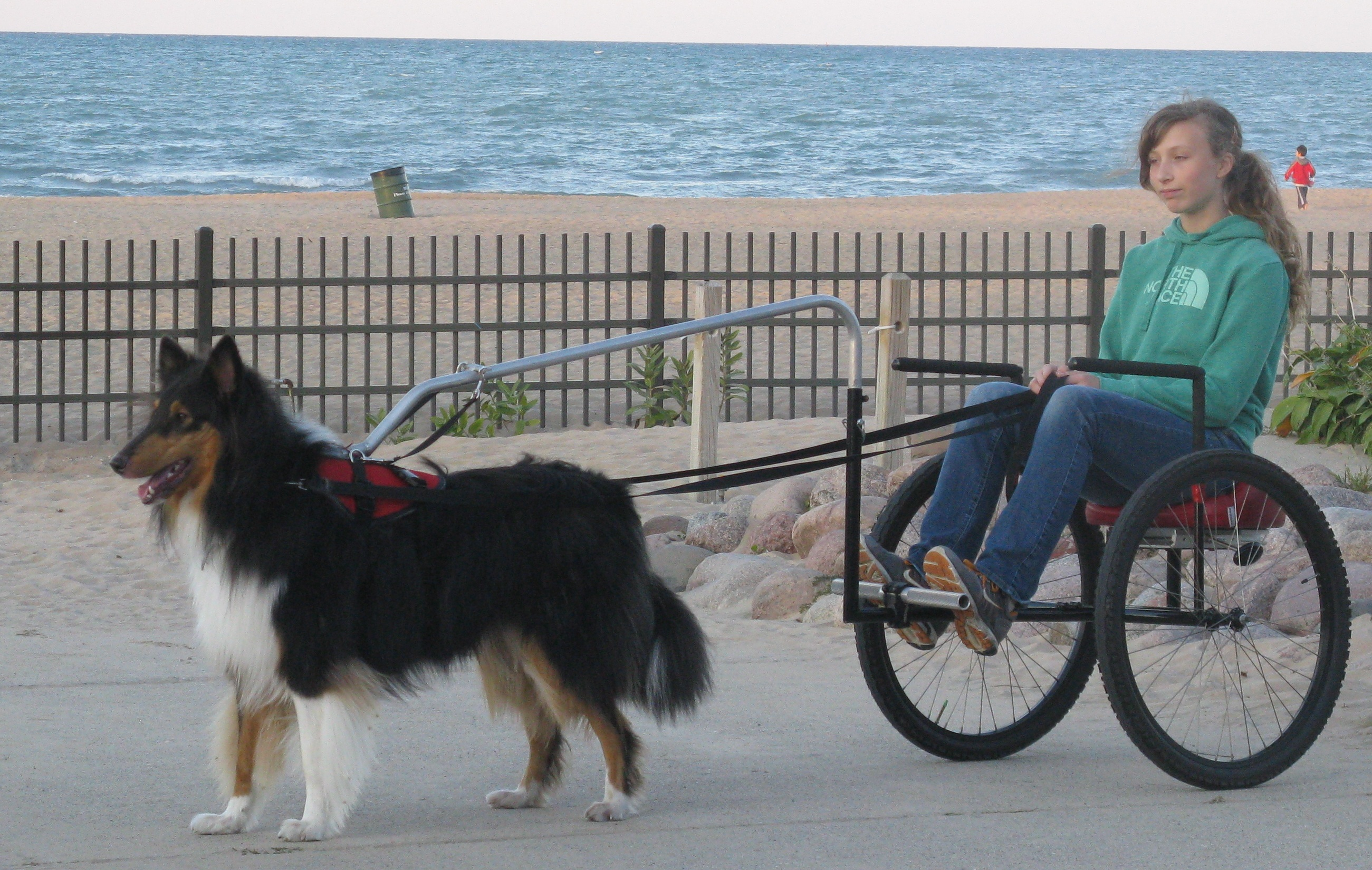
Собака буксирует карт с человеком

Разновидностью картинга является езда на одноместной двуколке, где собака или собаки тянут двухколесную телегу с человеком, едущим в ней.
Этот спорт дает возможность энергичным и сильным собакам расходовать свою энергию приятным и интересным способом. Многие собаки рабочих пород более счастливы, когда у них есть работа или занятие, а езда на двуколке может быть полезным хобби и для собаки, и для владельца.
Собаки с массой тела более 15 кг в состоянии потянуть взрослого в такой двуколке без особых затруднений. Общее правило состоит в том, чтобы полный груз (двуколка и человек) не превышал трёхкратный вес собаки, которая его тянет. Если бы, например, тележка и человек вместе весят 150 кг, то вес собаки, тянущей их должен был бы быть, по крайней мере, 50 кг. Меньшие собаки могут использоваться в упряжке из нескольких животных, но и тогда вес груза не должен превышать троекратный вес всех собак упряжки.
Любая собака, участвующая в картинге, должна быть в отличной физической форме, иметь хороший тонус мышц, не иметь лишнего веса и ветеринарных противопоказаний для таких нагрузок. Также необходимо специальное оборудование, помимо самого карта, понадобиться правильно подобранная ездовая шлейка, буксировочный трос и крепления для него к карту.

## Езда на собачьих упряжках по земле
Езда на собачьих упряжках по земле на карте отличаются от езды на одноместной двуколке тем, что тележка имеет такую же конструкцию, как и при езде на собачьих упряжках на нартах по снегу. У карта может быть три или четыре колеса, а человек сидит или стоит, опираясь на её конструкцию. От размера карта зависит количество собак, работающих в упряжке. Тянуть может одна или несколько собак. Если запряжена только одна собака, вес тележки и спортсмена не должен превышать вес собаки больше, чем втрое.

## Снаряжение

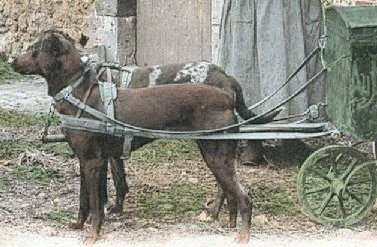
Собаки в шлейке, прикрепленной постромками буксируют почтовую тележку

Для занятий дог-картингом необходимо:
- карт — тележка с двумя, тремя или четырьмя колесами
- качественная ездовая шлейка и постромки
- потяг — амортизирующий шнур, соединяющий шлейку с картом
- шлем, костюм, перчатки и очки для водителя карта

## Соревнования
В России соревнования по дог-картингу проводятся Российской Кинологической Федерацией на основе правил WSA — Международной ассоциации гонок ездовых собак. Дог-картинг — это соревнования не только на скорость, но и на выносливость, дистанция всегда превышает 5 километров. Выигрывает команда, показавшая лучшее время. Старт может быть как общим, при небольшом количестве участников, так и индивидуальным, чтобы избежать столкновений и травм при большом количестве стартующих. Согласно правилам РКФ, в российском дог-картинге есть 5 классов, которые различаются количеством собак в упряжке и типом карта.